# 廣島新田藩
廣島新田藩（日语：／ Hiroshima-shidenhan */?）是日本安藝國廣島藩的支藩，享保15年5月11日（1730年6月25日）創藩，明治2年12月26日（1870年1月27日）廢藩，表高是30,000石，均為藏米知行，江戶藩邸上屋敷位於青山隱田，文久3年（1864年）12月移居至安藝國高田郡吉田（吉田陣屋）。

## 歷史
作為安藝廣島藩一旦沒有繼嗣而面臨廢藩危機時的後備的備後三次藩在享保5年（1720年）廢藩後，廣島藩藩主淺野吉長在享保15年（1730年）3月向江戶幕府請求內分分知予其弟淺野長賢，同年5月11日（6月25日）獲准，稱為青山淺野家。廣島新田藩的表高是30,000石，為定府大名，江戶藩邸設於青山隱田，伺候席則是柳間。
延享元年9月25日（1744年10月30日），長賢死去，由其嫡子淺野長喬繼位。明和6年12月12日（1770年1月8日），長喬死去，廣島藩藩主淺野宗恒三子作為其養子而繼位，即淺野長員繼位。翌年7月，長員就任為近江守，此後歷任藩主均自稱為近江守。寬政12年9月10日（1800年10月27日），長員致仕，由長喬之子繼位，即淺野長容。
文政7年6月17日（1824年7月13日），廣島藩藩主淺野重晟之子淺野長懋九子作為長容養子而繼位，即淺野長訓。安政5年11月4日（1858年12月8日），由於廣島藩藩主淺野慶熾死去，由於他沒有嗣子，因此由淺野長訓繼位，廣島新田藩則改由淺野長懋之子淺野懋昭的長子繼位，即淺野長興。文久2年12月12日，長興成為長訓養子，廣島新田藩由長訓之弟淺野懋績四子，即長興堂弟淺野長厚繼承。文久3年（1864年）12月，由於長厚被幕府下令回去廣島藩，他便定居於安藝國高田郡吉田（吉田陣屋）。明治2年12月26日（1870年1月27日），廣島新田藩在版籍奉還後併入廣島藩。

## 歷任藩主
| 家名   | 家格 | 名稱     | 石高     |
| ------ | ---- | -------- | -------- |
| 淺野家 | 外樣 | 淺野長賢 | 30,000石 |
| 淺野家 | 外樣 | 淺野長喬 | 30,000石 |
| 淺野家 | 外樣 | 淺野長員 | 30,000石 |
| 淺野家 | 外樣 | 淺野長容 | 30,000石 |
| 淺野家 | 外樣 | 淺野長訓 | 30,000石 |
| 淺野家 | 外樣 | 淺野長興 | 30,000石 |
| 淺野家 | 外樣 | 淺野長厚 | 30,000石 |

## 註解
1. ↑  現行對應地名如下：
  - 青山隱田上屋敷現為東京都港區北青山3丁目1-2[3]。
  - 吉田現為廣島縣安藝高田市吉田町（日语：吉田町 (広島県)）吉田[4]。